# Fundición Tipográfica Nacional
 Fundición Tipográfica Nacional  fue durante muchos años la principal fundición de tipografía de España. Fue fundada en Madrid en 1915 por Salvador Díaz de Corcuera y Fernández de la Reguera y funcionó allí hasta que fue comprada por la Fundición Tipográfica Neufville de Barcelona en 1971. Inicialmente traía sus diseños de Schriftguss A.G., una fundición tipográfica alemana, sita en Dresde. Más tarde empleó a prestigiosos diseñadores como Carlos Winkow y Enric Crous-Vidal, y fue conocida por sus tipos de letra art déco atrevidos y sorprendentes.

## Tipos de letra
- Alcázar (1944, Carlos Winkow)
- Alfrodita
- Astur
- Belinda
- Cursiva Rusinol, basada en Reporter de Carlos Winkow
- Electra (Carlos Winkow), digitalizada por Font Bureau como Romeo. No se debe confundir con el tipo de Dwiggins de nombre similar para la linotipia.
- Hispalis
- Iberica (1942, Carlos Winkow)
- Ilerda (1954, Enric Crous-Vidal)
- Inglés
- Imperio
- Interpol
- Nacional (1941, Carlos Winkow)
- Numantina
- Radar
- Victoriana